# 1-Oktakozanol
Az 1-oktakozanol, más néven oktakozil-alkohol vagy n-oktakozanol egy 28 szénatomot tartalmazó, egyenes szénláncú primer zsíralkohol. Előfordul számos eukaliptuszfaj leveleiben, a búzacsírában, az akácia, a here, a Pisum nemzetséghez tartozó növények (pl. a borsó) leveleiben és sok hüvelyes növényben. A viasz alkotórésze.

## Kémiája
Vízben nem, de kis molekulatömegű alkánokban és kloroformban oldódik. 

## Biológiai hatások
A polikozanol keverék fő összetevője. Vizsgálták hogy segíthet-e a Parkinson-kórosokon. A vizsgálatok szerint blokkolja a koleszterin-előállítást.

## Fordítás
Ez a szócikk részben vagy egészben  a(z)   1-Octacosanol című angol Wikipédia-szócikk ezen változatának fordításán alapul.  Az eredeti cikk szerkesztőit annak laptörténete sorolja fel. Ez a jelzés csupán a megfogalmazás eredetét és a szerzői jogokat jelzi, nem szolgál a cikkben szereplő információk forrásmegjelöléseként.